# Bavigne
Bavigne (en luxemburguès: Béiwen; en alemany: Bowen) és una vila i centre administratiu de la comuna de Lac de la Haute-Sûre situada al districte de Diekirch del cantó de Wiltz. Està a uns 40 km de distància de la ciutat de Luxemburg.